# U-346 (tàu ngầm Đức)
U-346 là một tàu ngầm tấn công  Lớp Type VII thuộc phân lớp Type VIIC được Hải quân Đức Quốc Xã chế tạo trong Chiến tranh Thế giới thứ hai. Nhập biên chế năm 1943, nó chưa thực hiện được chuyến tuần tra nào khi bị đắm trong khi lặn thử nghiệm trong vịnh Danzig vào ngày 20 tháng 9, 1943.

## Thiết kế và chế tạo

### Thiết kế

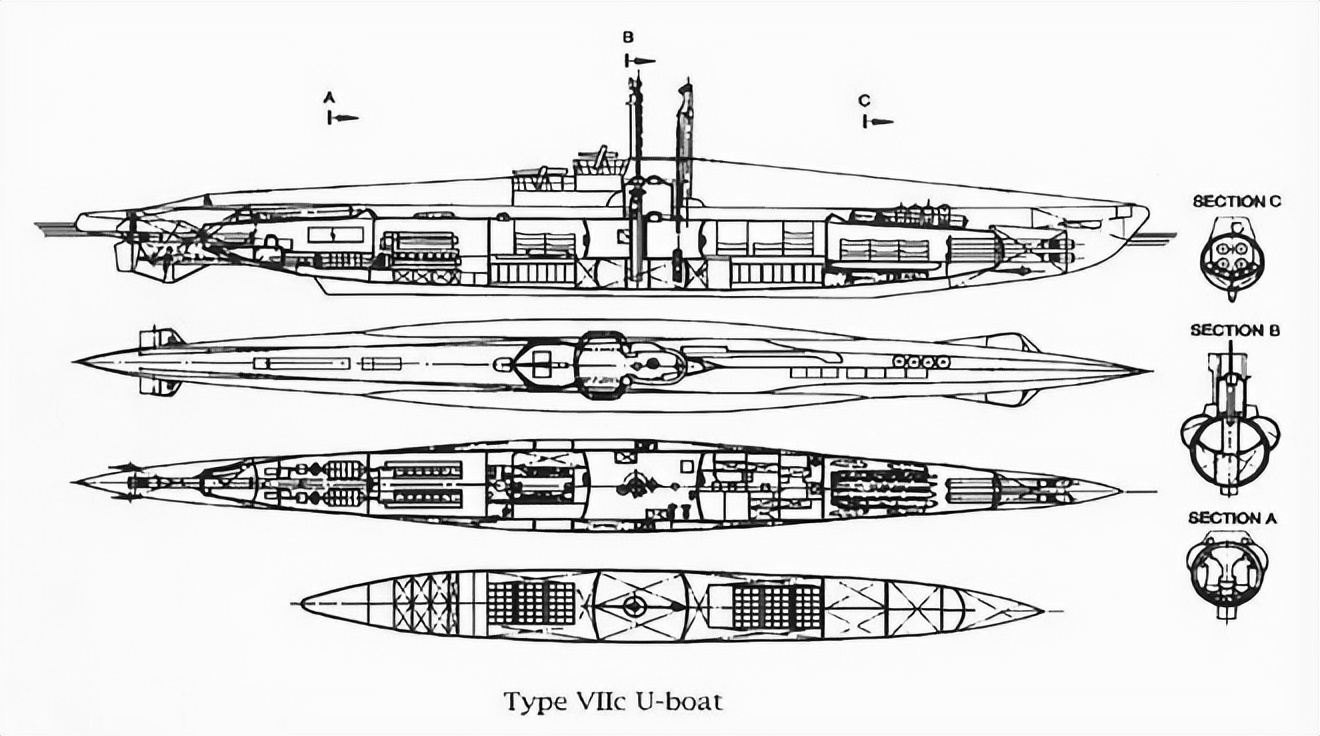
Sơ đồ các mặt cắt một tàu ngầm Type VIIC

Phân lớp VIIC của Tàu ngầm Type VII là một phiên bản VIIB được kéo dài thêm. Chúng có trọng lượng choán nước 769 t (757 tấn Anh) khi nổi và 871 t (857 tấn Anh) khi lặn). Con tàu có chiều dài chung 67,10 m (220 ft 2 in), lớp vỏ trong chịu áp lực dài 50,50 m (165 ft 8 in), mạn tàu rộng 6,20 m (20 ft 4 in), chiều cao 9,60 m (31 ft 6 in) và mớn nước 4,74 m (15 ft 7 in).
Chúng trang bị hai động cơ diesel Germaniawerft F46 siêu tăng áp 6-xy lanh 4 thì, tổng công suất 2.800–3.200 PS (2.100–2.400 kW; 2.800–3.200 bhp), dẫn động hai trục chân vịt đường kính 1,23 m (4,0 ft), cho phép đạt tốc độ tối đa 17,7 kn (32,8 km/h), và tầm hoạt động tối đa 8.500 nmi (15.700 km) khi đi tốc độ đường trường 10 kn (19 km/h). Khi đi ngầm dưới nước, chúng sử dụng hai động cơ/máy phát điện Garbe, Lahmeyer & Co. RP 137/c  tổng công suất 750 PS (550 kW; 740 shp). Tốc độ tối đa khi lặn là 7,6 kn (14,1 km/h), và tầm hoạt động 80 nmi (150 km) ở tốc độ 4 kn (7,4 km/h). Con tàu có khả năng lặn sâu đến 230 m (750 ft).
Vũ khí trang bị có năm ống phóng ngư lôi 53,3 cm (21 in), bao gồm bốn ống trước mũi và một ống phía đuôi, và mang theo tổng cộng 14 quả ngư lôi, hoặc tối đa 22 quả thủy lôi TMA, hoặc 33 quả TMB. Tàu ngầm Type VIIC bố trí một hải pháo 8,8 cm SK C/35 cùng một pháo phòng không 2 cm (0,79 in) trên boong tàu. Thủy thủ đoàn bao gồm 4 sĩ quan và 40-56 thủy thủ.

### Chế tạo
U-346 được đặt hàng vào ngày 10 tháng 4, 1941, và được đặt lườn tại xưởng tàu của hãng Nordseewerke ở Emden vào ngày 28 tháng 10, 1942. Nó được hạ thủy vào ngày 13 tháng 4, 1943, và nhập biên chế cùng Hải quân Đức Quốc Xã vào ngày 7 tháng 6, 1943 dưới quyền chỉ huy của Hạm trưởng, Trung úy Hải quân Arno Leisten.

## Lịch sử hoạt động
Trong giai đoạn hoạt động huấn luyện và chạy thử máy trong thành phần Chi hạm đội U-boat 8, U-345 tiến hành một đợt lặn thử nghiệm trong vịnh Danzig vào ngày 20 tháng 9, 1943, khi nó gặp trục trặc kỹ thuật. Chiếc tàu ngầm chìm nhanh và không thể phục hồi cho đến khi chạm đến đáy vịnh, và đắm tại tọa độ 54°25′B 19°50′Đ / 54,417°B 19,833°Đ. Những người có mặt trên tàu bao gồm sĩ quan tàu ngầm và các chuyên gia vận hành tàu ngầm của xưởng tàu; 37 người đã thiệt mạng, và sáu người thuộc xưởng tàu đã sống sót.